# My Beautiful Dark Twisted Fantasy
My Beautiful Dark Twisted Fantasy là album phòng thu thứ năm của nghệ sĩ hip hop người Mỹ Kanye West, được phát hành vào ngày 22 tháng 11 năm 2010 bởi hãng Roc-A-Fella Records. Sau một thời gian ngừng hoạt động âm nhạc, West đã thực hiện đĩa nhạc nhờ sự đóng góp chung của tập thể gồm có anh cùng nhiều nhạc sĩ và nhà sản xuất khác cho phần âm nhạc của album. Các phiên thu âm diễn ra chủ yếu tại phòng thu Avex Recording ở Honolulu, Hawaii trong thời gian từ 2009 tới 2010. Phần sản xuất được thực hiện bởi West và một số nhà sản xuất khác, trong đó có Jeff Bhasker, RZA, No I.D. và Mike Dean.
Được các cây bút âm nhạc ghi nhận bởi sự đa dạng các yếu tố, My Beautiful Dark Twisted Fantasy kết hợp chất liệu âm nhạc từ những tác phẩm trước đây của West, gồm có những nhân tố nhạc soul, baroque, nhạc điện tử, và giao hưởng. Album viết về những chủ đề như sự thừa thãi và nổi tiếng, với những ca từ thể hiện rõ ràng những thái cực về cảm xúc, cái tôi, sự lưỡng lự, và những ám chỉ tới việc sử dụng rượu và chất gây nghiện. Album cũng khai thác chủ đề về văn hóa tiêu thụ, chủng tộc, và chủ nghĩa duy tâm của giấc mơ Mỹ.
Album ra mắt ở vị trí đứng đầu bảng xếp hạng Billboard 200 của Hoa Kỳ, với doanh số 496.000 bản trong tuần đầu tiên. Nó nằm trên bảng xếp hạng trong 32 tuần và cũng lọt vào tốp 10 ở bảng xếp hạng nhiều quốc gia khác. My Beautiful Dark Twisted Fantasy được quảng bá nhờ những ca khúc miễn phí được phát hành trên website GOOD Fridays của West, và bốn đĩa đơn, bao gồm "Power", "Monster", và "Runaway" đã giành thứ hạng cao trên Billboard Hot 100, cùng bài hit quốc tế "All of the Lights". Album đã nhận được chứng nhận bạch kim bởi RIAA và cho đến tháng 2 năm 2012 đã bán được 1.254.000 bản trên toàn nước Mỹ.
Album cũng nhận được sự đón nhận nồng nhiệt từ giới phê bình, một trong số này đã xem đây là tác phẩm xuất sắc nhất từ trước đến nay của West. Các nhà phê bình đã ca ngợi phạm vi âm nhạc đầy tham vọng, phong cách sản xuất phong phú, và những chủ đề được tách làm đôi trong album của West; và nhiều nhà báo đã đồng thuận chọn đây là album xuất sắc nhất năm 2010 trong các danh sách cuối năm ở các tạp chí. Dù vậy, album đã bị bỏ qua tại hạng mục Album của năm ở giải Grammy, một hành động đã nhận sự chỉ trách nặng nề của cộng đồng báo chí âm nhạc.

## Bối cảnh
Album được thai nghén trong thời gian West tự buộc mình sống lưu vong ở Oahu, Hawaii, sau một thời gian tranh cãi về pháp lý và hình ảnh công chúng khi giữa lúc đang ở trong trại thái căng thẳng tâm lý do làm việc quá sức. West sau đó nói rằng sự mệt mỏi do làm việc quá sức đã dẫn đến sự bùng phát mà đã gây tranh cãi của anh tại lễ trao giải MTV Video Music Awards 2009, cùng sự ghê tởm của anh với phản ánh kéo theo của giới truyền thông, và việc anh tạm nghỉ ngơi khỏi công việc thu âm. Vì những phản ứng tiêu cực sau sự kiện giải MTV Vieo Music Awards, chuyến lưu diễn đã lên lịch trước của anh với Lady Gaga để quảng bá cho album trước, 808s & Heartbreak, cũng bị hủy bỏ vào ngày 1 tháng 10 năm 2009 mà không có lý do.
Cái tên ban đầu của album được biết đến là Good Ass Job và dự kiến là Dark Twisted Fantasy. Một nghệ sĩ của nhóm GOOD Music, Big Sean là người thứ hai công bố tựa đề album là Good Ass Job. Vào 24 tháng 7 năm 2010, trên blog của Kanye West, một biểu ngữ xuất hiện với dòng chữ "My Dark Twisted Fantasy Trailer". Vào ngày 28 tháng 7, West thông báo qua tài khoản Twitter chính thức mới của anh rằng: "Album sẽ không còn gọi là 'Good Ass Job' Tôi đang cân nhắc giữa hai cái tên vào lúc này." Tựa đề chính thức của album, My Beautiful Dark Twisted Fantasy, được công bố vào 5 tháng 11 năm 2010.

## Ghi âm

### Hợp tác
Những phiên ghi âm chủ yếu diễn ra tại phòng thu Avex Recording Studio ở Honolulu, Hawaii, ngoài ra còn tại Glenwood Place Studios ở Burbank, California, và Electric Lady Studios cùng Platinum Sound Recording ở thành phố New York. Hãng đĩa Def Jam của anh đã thông báo rằng West đã tiêu tốn tầm 3 triệu USD chi phí từ hãng đĩa cho việc thu âm album. Anh về sau đã giải thích về quá trình thu âm ban đầu cho Noah Callahan-Bever, tổng biên tập tờ Complex và người bạn tri giao của West vào thời điểm đó, và Callahan-Bever đã lý giải rằng: "anh ấy ẩn náu tại Hawaii và đem những nhà sản xuất và nghệ sĩ ưa thích của anh để làm việc và tạo cảm hứng cho công việc thu âm của anh. Trại [sáng tác] rap!" ("Rap Camp!").
Những nghệ sĩ mà từng được đưa tin là có tham gia trong các phiên thu âm cho My Beautiful Dark Twisted Fantasy bao gồm Raekwon, RZA, Pusha T, Rick Ross, Charlie Wilson, Big Sean, CyHi Da Prynce, Swizz Beatz, Dwele, Nicki Minaj, T.I., Drake, Teyana Taylor, Common, Jay-Z, Eminem, Lil Wayne, John Legend, Fergie, Rihanna, The-Dream, Ryan Leslie, Elton John, M.I.A., Justin Vernon, Seal, Beyoncé Knowles, Kid Cudi, Mos Def, Santigold, Alicia Keys, Elly Jackson, và Tony Williams. Những nhà sản xuất tham gia trong quá trình ghi âm album của West gồm Q-Tip, RZA, DJ Premier, Madlib, và Pete Rock. Trong đó, Madlib nói rằng anh đã sáng tạo ra năm đoạn nhịp (beat) cho album, nhưng DJ Premier về sau tiết lộ rằng những đoạn beat đó cuối cùng đã bị loại bỏ.

### Quá trình thu âm

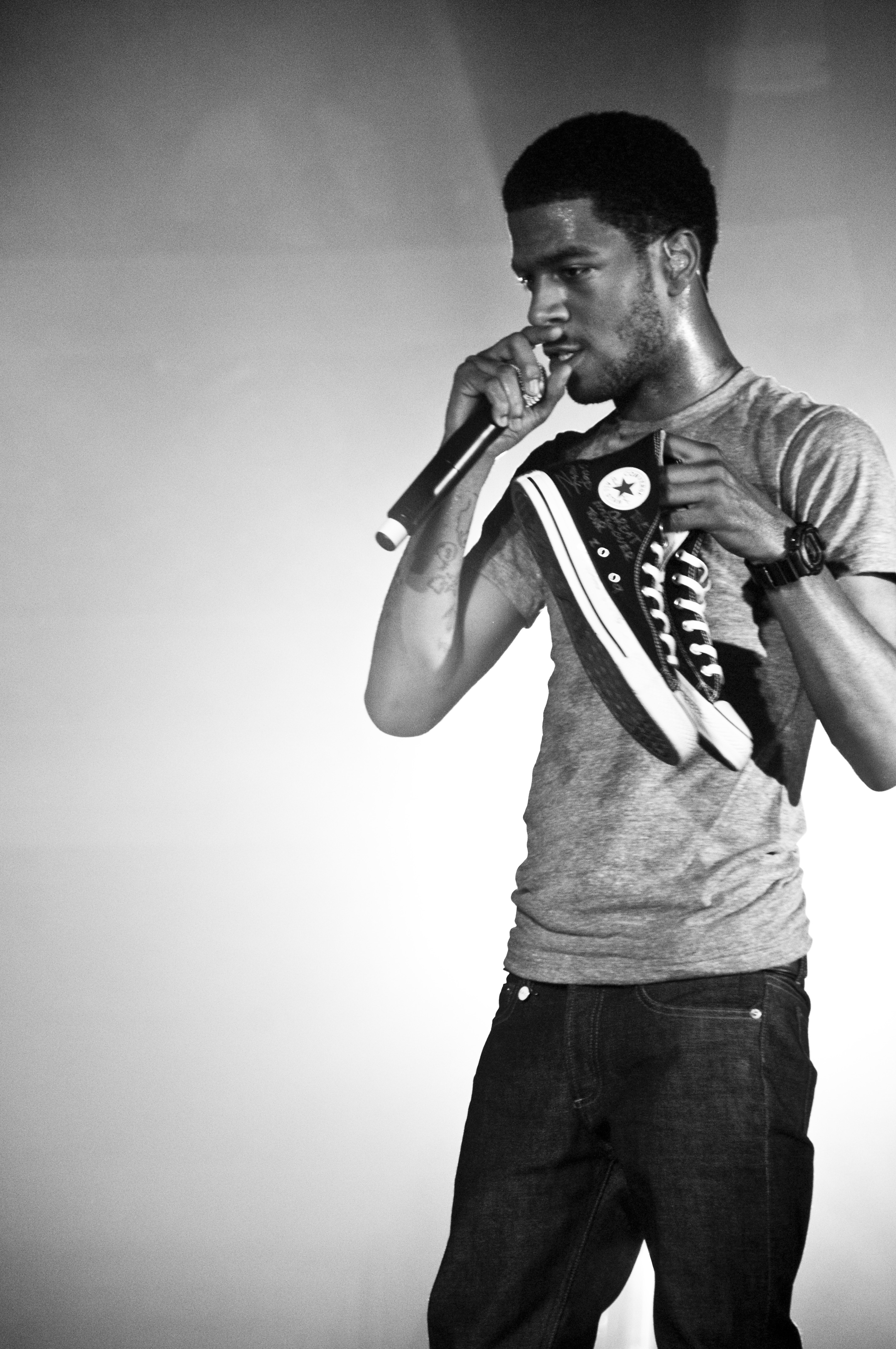
Kid Cudi góp giọng trong một vài ca khúc của album.

West, người đã từng ghi âm tại phòng thu Avex cho album 808s & Heartbreak, đã đặt trước các phòng của phòng thu vô thời hạn để làm việc với My Beautiful Dark Twisted Fantasy. Dựa theo Noah Callahan-Bever, người đã thăm West giữa các phiên thu âm, rằng: "khi anh ấy gặp phải khó khăn cho ý tưởng sáng tạo... anh ấy đi tới một căn phòng khác để xúc tiến thực hiện một ca khúc khác". Anh thường làm việc thâu đêm và chợp mắt một ít tại phòng thu, và những kĩ sư ghi âm cũng có mặt sau dàn mix 24 giờ một ngày. Trước khi thu âm vào buổi chiều, West và hầu hết ê-kíp của anh chơi bóng rổ kiểu 21 với những người địa phương của YMCA Honolulu để giải trí. West đặt bữa sáng vào mỗi buổi sáng tại căn nhà của anh ở Diamond Head cho cả ê-kíp của anh.
Trong suốt quá trình phát triển album, West khuyến khích các nhà sản xuất và nhạc sĩ khác cân nhắc về âm nhạc của album thông qua các buổi thảo luận và đóng góp của họ tại phòng thu. Khi quan sát những tranh luận của họ trong chuyến thăm của mình, Callahan-Bever nhận xét: "Dù những nhân vật nặng ký tụ tập lại, những cái tôi hiếm khi nào va chạm nhau; các buổi nói chuyện được mở rộng, làm sáng tỏ và năng suất [...] chúng tôi tới đây để đóng góp, thách thức, và tạo cảm hứng". Trong một phỏng vấn với Callahan-Bever, Q-Tip mô tả quá trình này như "âm nhạc bởi hội đồng" và giải thích về tầm quan trọng của nó tới quá trình thu âm và tinh thần làm viêc của West:
Cậu ta tới, ‘Xem cái này, nói cho tôi điều mà anh nghĩ.’ Điều đó nói lên rất nhiều thứ về việc cậu ấy là ai, và cách cậu ta nhìn và đánh giá mọi người. Mọi người đều có một tiếng nói và ý tưởng, nên cậu ấy chân thành muốn lắng nghe điều mà bạn phải nói — hay, dở, hoặc bất cứ cái gì. [...] khi cậu ấy có được những đoạn beat hay những nhịp điệu, cậu ấy mời mọi người đến hội đồng và tất cả chúng tôi được khuyến khích việc đánh giá, mổ xẻ, hoặc thêm vào điều mà cậu ta đã bắt đầu. Vào cuối những phiên ghi âm, bạn sẽ nhìn thấy cách mà cậu ấy tổng hợp và biến đổi đóng góp của tất cả mọi người, nên toàn bộ luôn tuyệt hơn là tổng của từng phần. Cậu ấy thực sự là một phù thủy khi làm việc đó. Những gì cậu ta làm, thực sự, là ma thuật (alchemy).

Pete Rock nói về những trải nghiệm trong phòng thu với West, "Cậu ta hoàn toàn là hip-hop, gốc gác của cậu ta, tôi đã thử cậu ta ở vài chỗ... Cậu ta đem nó lên một đẳng cấp mới điều mà thực tuyệt. Cậu ấy có những nhạc sĩ kia va ca khúc này, họ chơi [nó] quanh phần beat vụng về bé nhỏ của tôi và biến nó thực sự [lớn]. Tôi thích cách cậu ấy làm việc — Cậu ta đi đến một phòng này, viết nên những nhịp điều rồi chuyển sang một đoạn beat khác, và đi sang một phòng khác để làm một thứ khác — Tôi thích thứ mà cậu ấy đã làm".

## Sáng tác

### Phong cách âm nhạc
Phần âm nhạc của album đã được nhiều cây bút ghi nhận là có sự kết hợp những yếu tố từ bốn album trước của West. Simon Vozick-Levinso của Entertainment Weekly đã nhận thấy những yêu tố này "tất cả đều tái hiện ở những điểm khác nhau", bao gồm "chất soul sang trọng của The College Dropout năm 2004, chất giao hưởng hoành tráng của Late Registration, sự bóng bẩy của Graduation 2007, và âm thanh điện tử cạn kiệt về cảm xúc của 808s & Heartbreak năm 2008". Sean Fennessey trên trang The Village Voice viết rằng West "[đã] hấp thụ tài năng của những cộng sự do anh lựa chọn, và đôi khi nâng tầm họ lên", và ghi nhận rằng "tất cả các nghệ sĩ khách mời đều cảm nhận được thời điểm và đi lên đúng lúc... kể cả Fergie". Ryan Dombal trên tạp chí Pitchfork Media gọi album là một "đỉnh cao" so với những tác phẩm trước đây, nói rằng "về mặt âm nhạc, [album] chủ yếu tiếp diễn nơi mà Graduation năm 2007 để lại trong xu hướng hip-hop 'maximalist', với những khoảnh khắc của phần sample gợi nhớ kỉ niệm của The College Dropout và sự tiếp diễn liền mạch của phần hòa tấu baroque của Late Registration". Trên Allmusic, Andy Kellman cũng coi đây là tác phẩm "đỉnh cao" trong những album của West, khi chỉ ra rằng "nó không chỉ rút ra những đặc điểm của mỗi [album]. 13 nhạc phẩm [...] đôi khi hòa trộn chúng lại với nhau đồng thời. Chính vì lẽ đó, những lớp âm thanh và cảm xúc thường rất khó khắn để có thể bẩy chúng tách ra và liệt kê chúng". Kellman cũng chỉ rõ "các yếu tố tương phản nhau và sự lãng phí điên cuồng" mà tiêu biểu là ở bài "All of the Light". Trong khi đó, nhà bình luận Robert Christgau nhận xét rằng phần âm nhạc đã thoát khỏi sự "giản dị" của The College Dropout và Late Registration để tới sự "hùng vĩ" và "sự giàu có về mặt âm thành của nhà vô địch trở lại phong độ đỉnh cao".

### Ca từ
— Alex Denney, NME
Chủ đề album chủ yếu xoay quanh sự dư thừa và sự nổi tiếng, và đồng thời cũng đề cập tới sự sa ngã, sự hùng vĩ, chủ nghĩa thoát ly, sự giàu có, sự lãng mạn, quan hệ tình dục, tự phóng đại và tự nghi ngờ bản thân. Andrew Martin của tạp chí Prefix nhận thấy điểm đặc biệt của album là "nhiều hơn là tốt hơn" (more is more) và mô tả nó như "những suy ngẫm về sự nổi tiếng", trong đó West chỉ trích những gánh nặng mà danh tiếng mang lại. My Beautiful Dark Twisted Fantasy cũng có đề cập rõ ràng đến việc sử dụng rượu và chất gây nghiện nhiều hơn các album trước của West. Nathan Rabin của The A.V. Club mô tả album là "hài hước một cách u ám, suy xét nội tâm một cách táo bạo, và ám ảnh bởi sự nổi tiếng một cách đặc trưng", nhận thấy sự "hưng cảm dâng cao và trầm cảm xuống thấp" trong những dòng ca từ của West. Nhà phê bình âm nhạc Sean Fennessey so sánh cấu trúc chủ đề của album với một vở bi kịch Hy Lạp, và rằng "mọi thứ đều đi đến sụp đổ, và [...] nó bị sụp đổ bởi một người phụ nữ".
Cây bút Ann Powers diễn giải về chủ đề nổi bật trong album của West là "tiếng kêu gào mệt mỏi của một người luôn luôn mới trong thành phố, theo đuổi bất cứ mục tiêu hay cô gái nào mà đang ở trong một căn phòng, được thúc đẩy bởi những tiếng vang không ngừng nghỉ của nền văn hóa tiêu thụ, nhưng cuối cùng vẫn không thỏa mãn". Robert Christgau nhận thấy những chủ đề về sự bất an và sự lưỡng lự trong album chính là "trái tim [của West], thông điệp của anh ta, và lý do mà anh ta vô cùng chính thống"[a], trong đó những ca khúc như "Hell of a Life" hay "Runaway" là những ví dụ tiêu biểu.

## Đón nhận

### Thương mại
Album ra mắt ở vị trí số một trên bảng xếp hạng Billboard 200, với doanh số trong tuần đầu tiên tại Mỹ là 496.000 bản. Đây chính là album quán quân thứ tư liên tiếp của West tại Hoa Kỳ, và album có doanh số bán trong một tuần cao thứ tư của năm 2010; Trong khi đó, với 224.000 bản kĩ thuật số bán ra, đĩa nhạc cũng được ghi nhận là album tải kĩ thuật số có doanh số tuần cao thứ tư trong lịch sử. Album cũng leo lên vị trí quán quân trên các bảng xếp hạng Top R&B/Hip-Hop Albums, Rap Albums, và Digital Albums của Billboard. Vào ngày 11 tháng 1 năm 2011, My Beautiful Dark Twisted Fantasy nhận được chứng nhận bạch kim bởi RIAA, do đã bán được hơn một triệu bản tại Hoa Kỳ. Album đã nằm trên Billboard 200 trong tổng cộng 32 tuần, và cho tới tháng 2 năm 2012, đã bán được tổng cộng 1.254.000 bản tại Mỹ, dựa theo thống kê của Nielsen SoundScan.
Tại Canada, đĩa nhạc cũng leo lên đứng đầu bảng xếp hạng Canadian Albums Chart, với con số bán ra tuần đầu là 29.000 đĩa. Tại Vương quốc Anh, album ra mắt ở vị trí số 16 trên UK Albums Chart, và nằm tại đây trong 6 tuần. Vào 10 tháng 12 năm 2010, My Beautiful Dark Twisted Fantasy nhận được chứng nhận bạc do Hiệp hội Công nghiệp Đĩa hát Anh (BPI) trao tặng. Ở Úc, album lọt vào bảng xếp hạng ARIA Top 50 Albums ở vị trí số 6 và đạt được vị trí số hai trên Top 40 Urban Albums, và cũng nhận được chứng nhận bạch kim trao bởi Hiệp hội Công nghiệp Ghi âm Úc. Album cũng lọt vào tốp 10 trên bảng xếp hạng của New Zealand, Đan Mạch, Thụy Sĩ, tốp 20 tại Ai Len, Na Uy, Đức, Thụy Điển, Hà Lan, đồng thời cũng đạt những vị trí khác trên bảng xếp hạng của Bỉ, Hy Lạp, Pháp, México, Phần Lan, và Tây Ban Nha.

## Đánh giá chuyên môn
| Đánh giá chuyên môn        | Đánh giá chuyên môn |
| Điểm trung bình            | Điểm trung bình     |
| Nguồn                      | Đánh giá            |
| -------------------------- | ------------------- |
| AnyDecentMusic?            | 8.8/10              |
| Metacritic                 | 94/100              |
| Nguồn đánh giá             |                     |
| Nguồn                      | Đánh giá            |
| AllMusic                   | [ 28 ]              |
| Entertainment Weekly       | A                   |
| The Guardian               | [ 73 ]              |
| The Independent            | [ 74 ]              |
| MSN Music (Expert Witness) | A                   |
| NME                        | 9/10                |
| Pitchfork                  | 10/10               |
| Rolling Stone              | [ 75 ]              |
| Spin                       | 9/10                |
| USA Today                  | [ 76 ]              |

'

## Vinh danh
| Năm                   | Công bố | Quốc gia | Vị trí                                            | Danh sách |
| --------------------- | ------- | -------- | ------------------------------------------------- | --------- |
| 2010                  |         |          |                                                   |           |
| The Telegraph         | Anh     | 1        | Top 10 Albums of 2010                             |           |
| The Guardian          | Anh     | 2        | Albums of 2010                                    |           |
| The Independent       | Anh     | 3        | Top 10 Albums of 2010                             |           |
| NOW                   | Anh     | 1        | Top 10 Albums                                     |           |
| Billboard             | Mỹ      | 1        | Critics' Picks: Billboard's Top 10 Albums of 2010 |           |
| Paste                 | Mỹ      | 1        | The 50 Best Albums of 2010                        |           |
| Rolling Stone         | Mỹ      | 1        | 30 Best Albums of 2010                            |           |
| Spin                  | Mỹ      | 1        | 40 Best Albums of 2010                            |           |
| Vibe                  | Mỹ      | 1        | Year In Review: The 10 Best Albums Of 2010        |           |
| Entertainment Weekly  | Mỹ      | 1        | 10 Best Albums of 2010                            |           |
| Time                  | Mỹ      | 1        | Top 10 Albums of 2010                             |           |
| The A.V. Club         | Mỹ      | 1        | The Best Music of 2010                            |           |
| Pitchfork Media       | Mỹ      | 1        | The Top 50 Albums of 2010                         |           |
| Slant Magazine        | Mỹ      | 1        | The 25 Best Albums of 2010                        |           |
| Spinner               | Mỹ      | 1        | Best Albums of 2010                               |           |
| Stereogum             | Mỹ      | 1        | Top 50 Albums of 2010                             |           |
| Chicago Tribune       | Mỹ      | 2        | 2010 in Review: Albums of the Year                |           |
| Consequence of Sound  | Mỹ      | 2        | The Top 100 Albums of 2010                        |           |
| New York Post         | Mỹ      | 2        | Top 10 Albums                                     |           |
| Boston Globe          | Mỹ      | 4        | Top 10 CDs of 2010                                |           |
| The Outsider          | Mỹ      | 4        | The Best Pop of 2010                              |           |
| New York              | Mỹ      | 8        | Top 10 Pop Albums                                 |           |
| Philadelphia Inquirer | Mỹ      | 10       | Pop Albums                                        |           |
| Hartford Courant      | Mỹ      | 10       | Top 10 Albums of 2010                             |           |
| Slate                 | Mỹ      | *        | The Best Music of 2010                            |           |

| Năm  | Công bố              | Nước | Vị trí | Danh sách                                                      |
| ---- | -------------------- | ---- | ------ | -------------------------------------------------------------- |
| 2012 | Rolling Stone        | Mỹ   | 353    | The 500 Greatest Albums of All Time                            |
| 2012 | Complex              | Mỹ   | 1      | 25 Rap Albums From the Past Decade That Deserve Classic Status |
| 2013 | Complex              | Mỹ   | 1      | The 10 Best Rap Albums of The Last 5 Years                     |
| 2013 | Entertainment Weekly | Mỹ   | 8      | Music: 10 All-Time Greatest                                    |
| 2013 | NME                  | Anh  | 21     | 500 Greatest Albums of All Time                                |
| 2014 | Pitchfork Media      | Mỹ   | 1      | The 100 Best Albums of the Decade So Far (2010–14)             |

## Danh sách bài hát
| STT | Nhan đề                                                                       | Sáng tác | Sản xuất                                       | Thời lượng |
| --- | ----------------------------------------------------------------------------- | --- | ---------------------------------------------- | ---------- |
| 1.  | "Dark Fantasy"                                                                | Kanye West Robert Diggs Ernest Wilson Jeff Bhasker Mike Dean Malik Jones Jon Anderson Mike Oldfield                                                                             | The RZA West No I.D. Bhasker [a] Dean [a]      | 4:40       |
| 2.  | "Gorgeous" (featuring Kid Cudi và Raekwon)                                    | West Wilson Dean Jones Che Smith Corey Woods Scott Mescudi Gene Clark Roger McGuinn                                                                                             | West No I.D. Dean                              | 5:57       |
| 3.  | "Power"                                                                       | West Larry Griffin Jr. Dean Bhasker Andwele Gardner Ken Lewis Francois Bernheim Jean-Pierre Lang Boris Bergman Robert Fripp Michael Giles Greg Lake Ian McDonald Peter Sinfield | S1 West Bhasker [a] Dean [a] Andrew Dawson [a] | 4:52       |
| 4.  | "All of the Lights (Interlude)"                                               | |                                                | 1:02       |
| 5.  | "All of the Lights"                                                           | West Bhasker Jones Warren Trotter | West Bhasker [b]                               | 4:59       |
| 6.  | "Monster" (featuring Jay-Z, Rick Ross, Nicki Minaj và Bon Iver)               | West Shawn Carter Patrick Reynolds Dean William Roberts II Onika Maraj Justin Vernon Bhasker                                                                                    | West Dean [a] Plain Pat [a]                    | 6:18       |
| 7.  | "So Appalled" (featuring Swizz Beatz, Jay-Z, Pusha T, Cyhi the Prynce và RZA) | West Wilson Dean Carter Terrence Thornton Cydel Young Kaseem Dean Diggs Manfred Mann                                                                                            | West No I.D. Dean [b]                          | 6:38       |
| 8.  | "Devil in a New Dress" (featuring Rick Ross)                                  | West Roosevelt Harrell Dean Roberts II Jones Carole King Gerry Goffin | Bink! Dean [b]                                 | 5:52       |
| 9.  | "Runaway" (featuring Pusha T)                                                 | West Emile Haynie Thornton Bhasker Dean Jones John Branch | West Emile [b] Bhasker [b] Dean [b]            | 9:08       |
| 10. | "Hell of a Life"                                                              | West Mike Caren Wilson Dean Sylvester Stewart Tony Joe White Terence Butler Anthony Iommi John Osbourne William Ward                                                            | West Caren [b] No I.D. [b] Dean [b]            | 5:27       |
| 11. | "Blame Game" (featuring John Legend)                                          | West Justin Franks Khloe Mitchell Dean John Stephens Richard James | West DJ Frank E Dean [a]                       | 7:49       |
| 12. | "Lost in the World" (featuring Bon Iver)                                      | West Bhasker Manu Dibango Vernon Gil Scott-Heron | West Bhasker [b]                               | 4:16       |
| 13. | "Who Will Survive in America"                                                 | West Bhasker Scott-Heron | West Bhasker [b]                               | 1:38       |

| iTunes Store bonus track | iTunes Store bonus track                                     | iTunes Store bonus track                          | iTunes Store bonus track | iTunes Store bonus track |
| STT                      | Nhan đề                                                      | Sáng tác                                          | Producer(s)              | Thời lượng               |
| ------------------------ | ------------------------------------------------------------ | ------------------------------------------------- | ------------------------ | ------------------------ |
| 14.                      | "See Me Now" (featuring Beyoncé, Charlie Wilson và Big Sean) | West Sean Anderson Beyoncé Knowles Charles Wilson | West No I.D. Lex Luger   | 6:03                     |

| Deluxe edition bonus DVD | Deluxe edition bonus DVD | Deluxe edition bonus DVD | Deluxe edition bonus DVD | Deluxe edition bonus DVD |
| STT                      | Nhan đề                  | Sáng tác                 | Director(s)              | Thời lượng               |
| ------------------------ | ------------------------ | ------------------------ | ------------------------ | ------------------------ |
| 1.                       | "Runaway" (short film)   | Hype Williams            | West                     | 35:00                    |

## Xếp hạng
| Chart (2010)                        | Peak position |
| ----------------------------------- | ------------- |
| Australian Albums Chart             | 6             |
| Australian Urban Albums Chart       | 2             |
| Belgian Albums Chart (Flanders)     | 21            |
| Belgian Albums Chart (Wallonia)     | 43            |
| Canadian Albums Chart               | 1             |
| Czech Republic Albums Chart         | 30            |
| Danish Albums Chart                 | 4             |
| Dutch Albums Chart                  | 17            |
| European Top 100 Albums             | 19            |
| Finnish Albums Chart                | 42            |
| French Albums Chart                 | 28            |
| German Albums Chart                 | 19            |
| Greek Albums Chart                  | 39            |
| Irish Albums Chart                  | 18            |
| Japanese Albums Chart               | 15            |
| Mexican Albums Chart                | 87            |
| New Zealand Albums Chart            | 10            |
| Norwegian Albums Chart              | 7             |
| Scottish Albums Chart               | 24            |
| South Korean Albums Chart           | 9             |
| Spanish Albums Chart                | 97            |
| Swedish Albums Chart                | 19            |
| Swiss Albums Chart                  | 10            |
| UK Albums Chart                     | 16            |
| UK Download Chart                   | 3             |
| US Billboard 200                    | 1             |
| US Billboard Top R&B/Hip-Hop Albums | 1             |
| US Billboard Top Rap Albums         | 1             |

| Chart (2011)            | Position |
| ----------------------- | -------- |
| Australian Albums Chart | 49       |
| US Billboard 200        | 11       |

## Chứng nhận
| Quốc gia                                                                           | Chứng nhận | Số đơn vị/doanh số chứng nhận |
| ---------------------------------------------------------------------------------- | ---------- | ----------------------------- |
| Úc (ARIA)                                                                          | Bạch kim   | 70.000^                       |
| Đan Mạch (IFPI Đan Mạch)                                                           | Vàng       | 15.000^                       |
| Anh Quốc (BPI)                                                                     | Bạch kim   | 300.000^                      |
| Hoa Kỳ (RIAA)                                                                      | Bạch kim   | 1.000.000^                    |
| * Chứng nhận dựa theo doanh số tiêu thụ. ^ Chứng nhận dựa theo doanh số nhập hàng. |            |                               |